# Protaetia chewi
Protaetia chewi är en skalbaggsart som beskrevs av Legrand 2004. Protaetia chewi ingår i släktet Protaetia och familjen Cetoniidae. Inga underarter finns listade i Catalogue of Life.